# إميل ر. فيشر
إميل ر. فيشر (بالإنجليزية: Emil R. Fischer) هو شخصية أعمال أمريكي، ولد في 15 أبريل 1887 في بليموث في الولايات المتحدة، وتوفي في 2 يناير 1958 في غرين باي في الولايات المتحدة.